# Fantasy Island (2020)
Fantasy Island is een Amerikaanse horrorfilm uit 2020 geregisseerd en geschreven door Jeff Wadlow. De film is gebaseerd op de gelijknamige televisieserie uit 1977 van Gene Levitt. De hoofdrollen worden vertolkt door Michael Peña, Maggie Q, Lucy Hale, Austin Stowell, Portia Doubleday, Jimmy O. Yang, Ryan Hansen en Michael Rooker.

## Verhaal
Het verhaal volgt vijf vreemden van elkaar die een verblijf hebben gewonnen op Fantasy Island. Voorafgaand hebben de vijf een fantasie in gedachte die ze op dat eiland willen beleven. Ze komen er echter al snel achter dat de eigenaar van het eiland, meneer Roarke, andere bedoelingen heeft met de fantasieën.

## Rolverdeling
| Acteur             | Personage            |
| ------------------ | -------------------- |
| Michael Peña       | Mr. Roarke           |
| Maggie Q           | Gwen Olsen           |
| Lucy Hale          | Melanie Cole         |
| Austin Stowell     | Patrick Sullivan     |
| Portia Doubleday   | Sloane Maddison      |
| Jimmy O. Yang      | Brax Weaver / Tattoo |
| Ryan Hansen        | J. D. Weaver         |
| Michael Rooker     | Damon                |
| Parisa Fitz-Henley | Julia Roarke         |
| Mike Vogel         | luitenant Sullivan   |

## Productie
In juli 2018 raakte bekend dat een horrorfilm in productie was dat gebaseerd is op de gelijknamige serie uit de jaren 70. Jeff Wadlow werd aangewezen om de film te regisseren, produceren en te schrijven.
Michael Peña, Jimmy O., Yang en Lucy Hale werden in oktober 2018 gecast. Tijdens een interview in november 2018 met Jeff Wadlow werd bekend dat ook Portia Doubleday en Ryan Hansen aan het project werden toegevoegd.
De opnames vonden plaats in Fiji.

## Release
Fantasy Island werd in de Verenigde Staten op 14 februari 2020 uitgebracht. In Nederland verscheen de film op 13 februari 2020.
De film ontvangt overwegend negatieve recensies. Op Rotten Tomatoes heeft de film een waarde van 7%, gebaseerd op 107 recensies. Op Metacritic heeft de film een gemiddelde score van 21/100, gebaseerd op 27 recensies.